# 2716 Tuulikki
2716 Tuulikki eller 1939 TM är en asteroid i huvudbältet som upptäcktes den 7 oktober 1939 av den finländske astronomen Yrjö Väisälä vid Storheikkilä observatorium. Den har fått sitt namn efterTuulikki, en av skogsguden Tapios döttrar i det finska nationaleposet Kalevala.
Asteroiden har en diameter på ungefär 5 kilometer.